# Język kreolski haitański
Język kreolski haitański (Kreyòl ayisyen) – język kreolski, który rozwinął się na terenie Haiti poprzez kreolizację języka francuskiego pod silnym wpływem różnych języków afrykańskich.
Posługuje się nim ok. 7,6 mln osób, przede wszystkim na Haiti. Za sprawą emigracji kilka procent jego użytkowników mieszka w innych krajach: Kanadzie, Stanach Zjednoczonych, Francji oraz sąsiednich państwach karaibskich: Dominikanie i na Bahamach.
Wpływy języków afrykańskich są duże, są to m.in. wpływy języka wolof oraz języków z rodziny gbe. Wyróżnia się dwa główne dialekty języka kreolskiego haitańskiego: fablas oraz plateau.
W 1987 roku kreolski haitański stał się jednym z dwóch języków urzędowych Haiti, obok francuskiego. Wielu Haitańczyków jest dwujęzycznych i swobodnie włada zarówno kreolskim haitańskim, jak i francuskim, przy czym ten drugi język ma wyższy status i jest uważany za język elit. Po francusku tworzy np. jeden z najbardziej znanych pisarzy haitańskich, René Depestre. Ranga języka kreolskiego haitańskiego stale jednak wzrasta, także ze względu na fakt, że coraz więcej rodzimych twórców stara się tworzyć w tym języku, uznając go za element własnej tożsamości. W języku kreolskim haitańskim prowadzone są zajęcia szkolne, wydawana jest prasa i nadawane programy radiowe i telewizyjne.